# American Dream (album)
American Dream är ett musikalbum med Crosby, Stills, Nash & Young, utgivet i november 1988. 
Albumet innebar en återförening av gruppen, då Neil Young återigen anslöt sig till Crosby, Stills & Nash efter att dessa spelat utan honom under de senaste åren. Young hade några år tidigare lovat att spela med gruppen igen om David Crosby lyckades bli drogfri, vilket nu hade inträffat. Låten "Compass", skriven av Crosby, handlar just om dennes drogproblem.
Albumet fick dålig kritik och sågs som en besvikelse, kanske delvis beroende på högt satta förväntningar. Det nådde i alla fall en sextondeplats på Billboards albumlista.

## Låtlista
1. "American Dream" (Young) - 3:15
2. "Got It Made" (Stills, Young) - 4:36
3. "Name of Love" (Young) - 4:28
4. "Don't Say Good-bye" (Nash, Vitale) - 4:23
5. "This Old House" (Young) - 4:44
6. "Nighttime for Generals" (Crosby, Doerge) - 4:20
7. "Shadowland" (Nash, Ryan, Vitale) - 4:33
8. "Drivin' Thunder" (Stills, Young) - 3:12
9. "Clear Blue Skies" (Nash) - 3:05
10. "That Girl" (Blaub, Stills, Vitale) - 3:27
11. "Compass" (Crosby) - 5:19
12. "Soldiers of Peace" (Doerge, Nash, Vitale) - 3:43
13. "Feel Your Love" (Young) - 4:09
14. "Night Song" (Stills, Young) - 4:17